# غلام‌محمد زارعی
غلام‌محمد زارعی نمایندهٔ دورهٔ نهم و دهم مجلس شورای اسلامی و عضو کمیسیون صنایع و معادن مجلس شورای اسلامی نماینده قوه مقننه در هیئت نظارت بر سفرهای خارجی کارکنان دولت از حوزه انتخابیه بویراحمد، دنا و مارگون در استان کهگیلویه و بویراحمد است.